# Лаштхвері
Лаштхвері (груз. ლაშთხვერი) — село в Грузії.
За даними перепису населення 2014 року в селі проживає 92 особи.